# Jessica Ryde
Jessica Ryde, née le 18 mai 1994 à Lund, est une handballeuse internationale suédoise, qui évolue au poste de gardienne de but.

## Biographie
En décembre 2022, elle signe un contrat de 3 ans aux Neptunes de Nantes à compter de l'intersaison 2023 mais après la faillite du club à l'été 2024, elle rejoint la Hongrie et le Debreceni VSC

## Palmarès

### En club
compétitions internationales
- vainqueur de la Ligue européenne (C4) en 2023 (avec Ikast Håndbold)
- vainqueur de la coupe Challenge (C4) en 2014 (avec H 65 Höör)

compétitions nationales
- vainqueur du Championnat de Suède en 2017 (avec H 65 Höör)

### En sélection
Jeux olympiques
- 4e place aux Jeux olympiques de 2020

Championnats du monde
- 5e place au Championnats du monde 2021

Championnats d'Europe
- 11e place au Championnats d'Europe 2020
- 5e place au Championnats d'Europe 2022
- 5e place au Championnats d'Europe 2024